# Miradouro da Serretinha
O Miradouro da Serretinha localiza-se na freguesia de Feteira, no concelho de Angra do Heroísmo, na ilha Terceira, nos Açores.
Este equipamento foi construído pelo Governo Regional dos Açores, através da Secretaria Regional da Ciência, Tecnologia e Equipamentos, no escopo do plano de integração paisagística e construção de miradouros, destinados a merendas e zonas de lazer junto à rede viária regional.
Permite aos visitantes apreciarem uma vista panorâmica sobre um trecho importante da costa sul da ilha, com destaque para os Ilhéus das Cabras e a paisagem protegida do Monte Brasil.